# Rudolf Quoos
Rudolf Quoos (* 15. Februar 1820 in Altkloster bei Bomst, Neumark; † 5. August 1904 in Oberbrockendorf, Kreis Goldberg, Provinz Schlesien) war ein deutscher Rittergutsbesitzer und Reichstagsabgeordneter in Preußen.

## Leben
Quoos besuchte 1830–1837 das evangelische Gymnasium in Groß-Glogau. Er begann an der Rheinischen Friedrich-Wilhelms-Universität Rechts- und Kameralwissenschaften zu studieren. 1839 wurde er im Corps Borussia Bonn recipiert. Er wechselte an die Friedrich-Wilhelms-Universität zu Berlin. Das erste und das zweite juristische Examen legte er beim Oberlandesgericht in Groß-Glogau ab. Dort arbeitete er auch als Auskultator und Referendar bis zum dritten Examen. Vor Ablegung desselben trat er aus dem Staatsdienst, wurde Landwirt und 1847 Gutsbesitzer. Ab 1851 war er Rittergutsbesitzer auf seinem Besitz Oberbrockendorf, wo er auch Standesbeamter, Amtsvorsteher, Mitglied des Kreisausschusses, Kreisdeputierter und Mitglied des Schlesischen Provinziallandtags war. Er  vertrat den Wahlkreis Liegnitz 6 (Liegnitz, Goldberg, Haynau) und die Nationalliberale Partei im  Preußischen Abgeordnetenhaus (1864–1866) und im Reichstag (Deutsches Kaiserreich) (1877/78).